# Liste der deutschen Botschafter in Mosambik

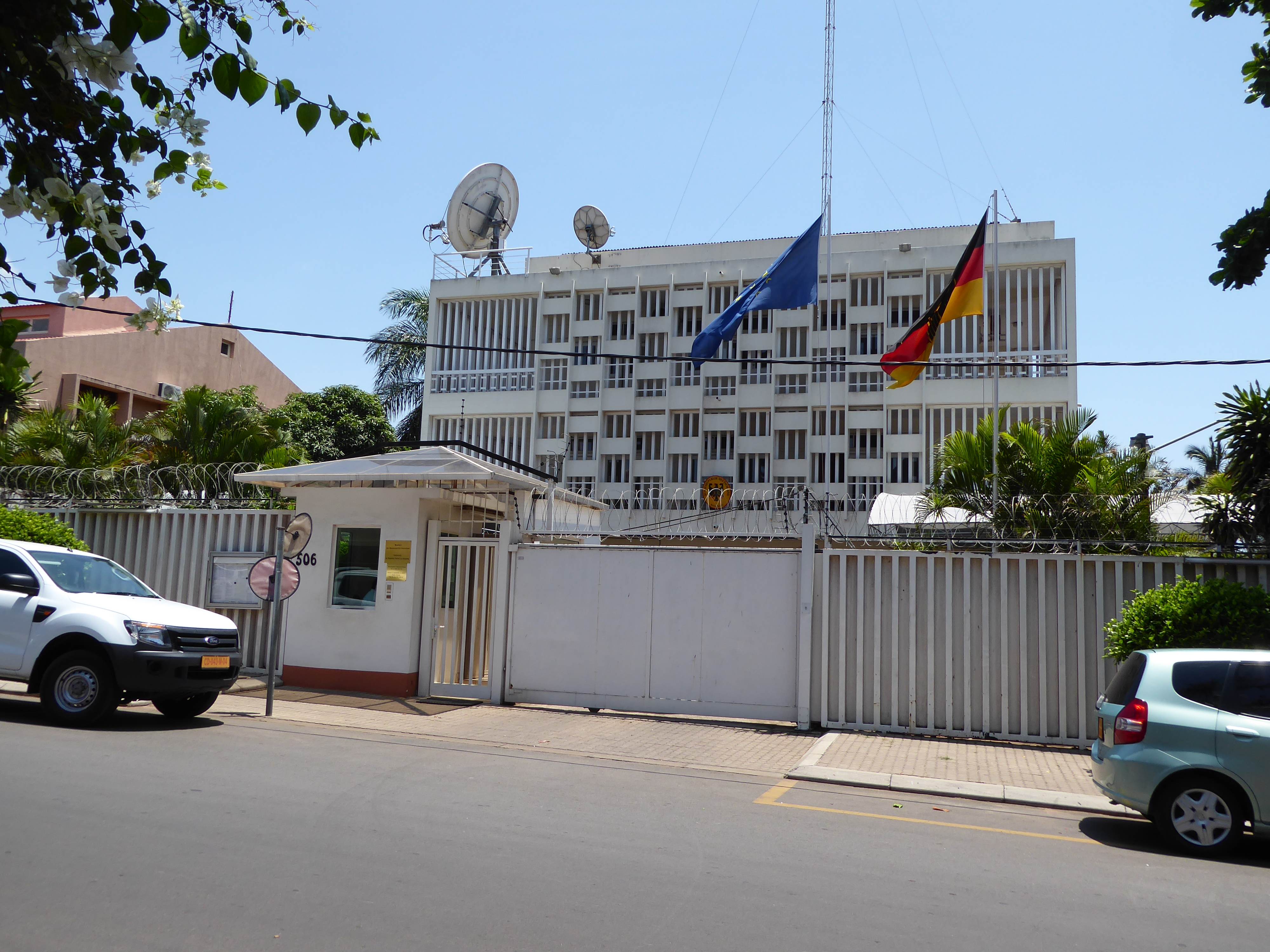
Kanzlei der Deutschen Botschaft in Maputo (2015)

Die Liste der deutschen Botschafter in Mosambik enthält alle Botschafter der Bundesrepublik Deutschland und der Deutschen Demokratischen Republik in Mosambik.

## Bundesrepublik Deutschland
| Name                     | Amtszeit  | Anmerkungen                                                   |
| ------------------------ | --------- | ------------------------------------------------------------- |
| Elmar Weindel            | 1976–1982 |                                                               |
| Hasso Buchrucker         | 1982–1985 |                                                               |
| Wilfried Nölle           | 1985–1988 |                                                               |
| Reinhart Kraus           | 1988–1990 |                                                               |
| Jürgen Gehl              | 1991–1993 |                                                               |
| Helmut Rau               | 1993–1997 |                                                               |
| Rolf-Rüdiger Zirpel      | 1998–2002 | Gordon Kricke, 1998–2000 Ständiger Vertreter des Botschafters |
| Ulf-Dieter Klemm         | 2002–2005 |                                                               |
| Klaus-Christian Kraemer  | 2005–2009 |                                                               |
| Ullrich Wilhelm Klöckner | 2009–2013 |                                                               |
| Philipp Schauer          | 2013–2016 |                                                               |
| Detlev Wolter            | 2016–2020 |                                                               |
| Lothar Freischlader      | 2020–2023 |                                                               |
| Ronald Münch             | seit 2023 |                                                               |

## Deutsche Demokratische Republik
| Name             | Amtszeit  | Anmerkungen |
| ---------------- | --------- | ----------- |
| Johannes Vogel   | 1975–1978 |             |
| Julian Hollender | 1978–1981 |             |
| Johannes Vogel   | 1981–1983 |             |
| Helmut Matthes   | 1984–1988 |             |
| Günther Fritsch  | 1988–1990 |             |

## Weblink
- Webseite der Deutschen Botschaft Maputo